# Ventilsteuerkopf
Ein Ventilsteuerkopf ist ein Gerät zur Überwachung und Steuerung von Prozess-Ventilen. Er dient darüber hinaus dem elektrischen und pneumatischen Anschluss und stellt somit das Bindeglied zwischen dem mechanisch-pneumatischen Ventil und der elektronisch betriebenen Anlagensteuerung dar.
In der Regel besteht der Steuerkopf aus den drei Funktionseinheiten Ventilsteuerung, Rückmeldung und Visualisierung. Dabei realisiert die Ventilsteuerung die Umsetzung elektrischer Signale in pneumatische Ansteuerungen. Die Rückmeldung ermittelt durch Einzelsensorik oder kontinuierliche Wegmesssysteme den Ventilstatus zur Rückmeldung an die Anlagensteuerung sowie für die Visualisierungseinheit des Steuerkopfes zur Anzeige des Ventilstatus vor Ort.
Um den Anwendungen in verfahrenstechnischen Anlagen zur Nahrungsmittel- oder auch Pharmazieherstellung gerecht zu werden, müssen die Steuerköpfe spezielle Anforderungen erfüllen. Beispielhaft sei hier genannt, dass z. B. Flüssigkeiten in jeder Einbaulage gut ablaufen können, eine einfache Reinigung möglich oder auch eine hohe Widerstandsfähigkeit gegen Chemikalien und UV-Strahlung gegeben sein muss.

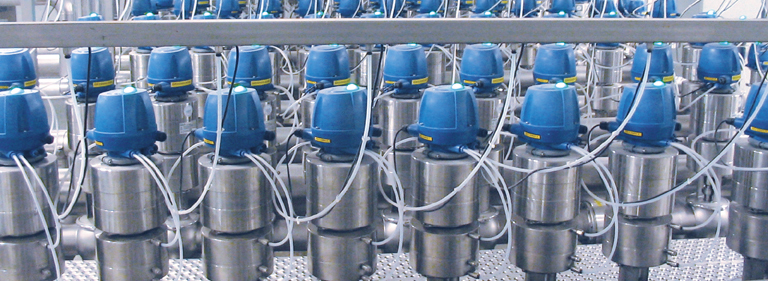
Ventilblock mit Steuerköpfen (schwarze Elektro-Kabel, weiße Pneumatik-Schläuche)

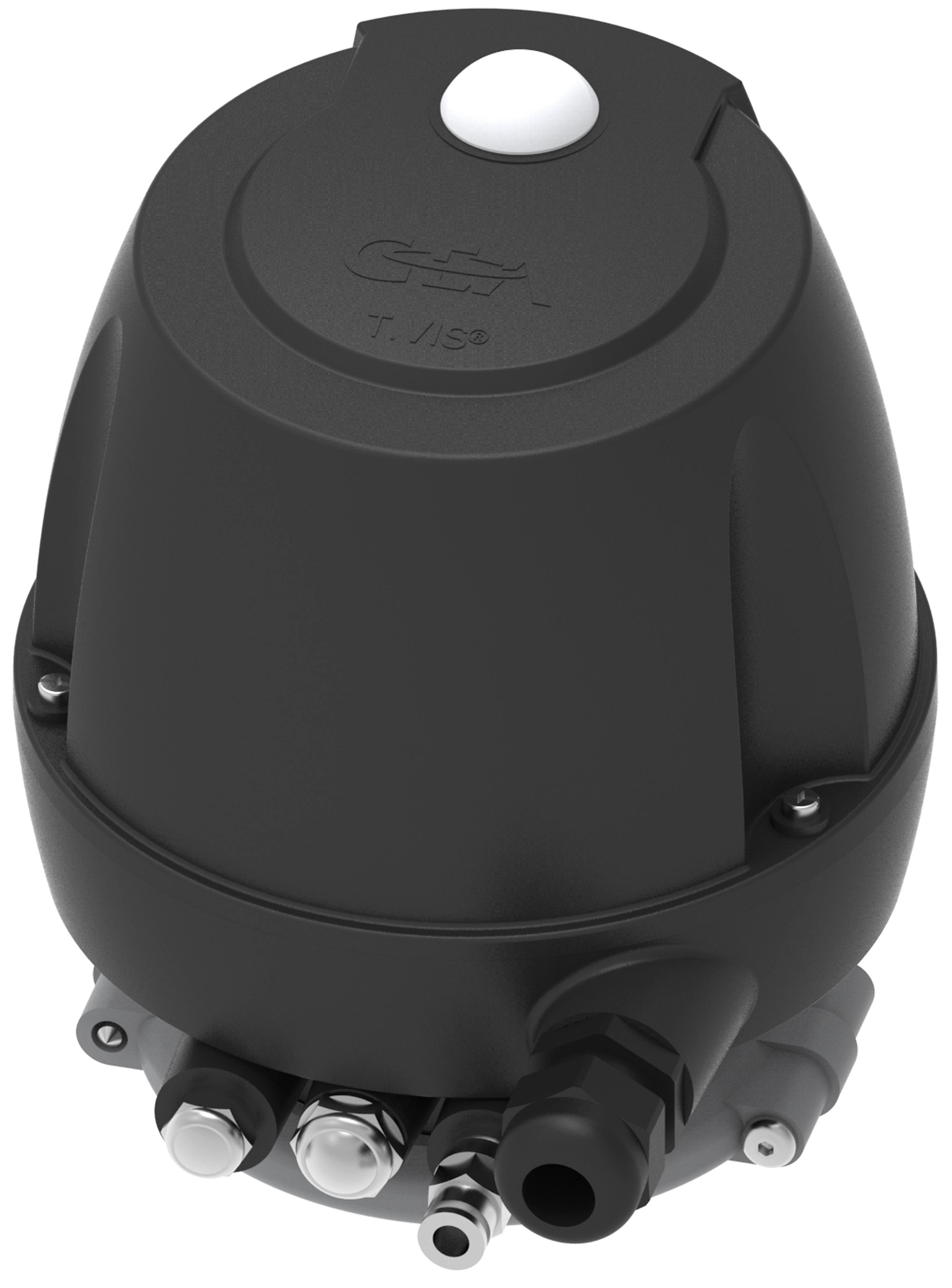
Ventilsteuerkopf